# Кистон (Южная Дакота)
Кистон (англ. Keystone) — малый город (англ. town) в округе Пеннингтон, штат Южная Дакота. Несмотря на то, что Кистон не является крупным городом, он привлекает внимание туристов благодаря своему близкому расположению к известным природным и историческим достопримечательностям региона.

## География
Кистон расположен в западной части Южной Дакоты, недалеко от гор Блэк-Хилс и природных заповедников. Этот регион известен своими живописными горными ландшафтами, густыми лесами и обилием дикой природы. Близость к национальным паркам и памятникам, включая гору Рашмор и национальный парк Бэдлендс, делает Кистон удобной отправной точкой для туристов.

## Туризм
Одной из главных причин популярности Кистона является его близость к горе Рашмор — одному из самых известных памятников в США, где высечены лица четырёх президентов страны: Джорджа Вашингтона, Томаса Джефферсона, Теодора Рузвельта и Авраама Линкольна. Кистон также расположен рядом с заповедником Кастер, крупнейшим парком штата Южная Дакота, где можно увидеть бизонов, лосей и других представителей местной фауны.

## Экономика
Экономика Кистона во многом зависит от туристической отрасли. В городе работают многочисленные гостиницы, рестораны, сувенирные магазины и экскурсионные компании, которые обслуживают туристов, посещающих гору Рашмор и другие близлежащие достопримечательности. Сельское хозяйство также играет важную роль в экономике города, хотя оно уступает по значимости туристическому сектору.

## Культура и сообщество
Кистон сохраняет атмосферу традиционного американского маленького города. Здесь проводятся местные фестивали и ярмарки, которые привлекают не только местных жителей, но и туристов. Городская община тесно связана, что проявляется в поддержке местных бизнесов и организаций.

## Климат
Кистон имеет континентальный климат с жарким летом и холодной зимой. Зимой в регионе могут наблюдаться сильные снегопады и низкие температуры, что тем не менее не отпугивает любителей зимнего туризма. Летом Кистон привлекает многочисленных туристов благодаря теплой и сухой погоде.